# Khnkavan
Khnkavan (en arménien Խնկավան) est une communauté rurale de la région de Martakert, au Haut-Karabagh. Elle compte 169 habitants en 2005.